# Louis-Alexandre de Cambon
Louis-Alexandre, baron de Cambon (23 septembre 1771 à Toulouse - 22 mai 1837 à Paris), est un magistrat et homme politique français.

## Biographie
Fils de Jean-Louis Emmanuel Augustin de Cambon, il fut destiné de bonne heure à la carrière de magistrat, émigra avec son père et revint en France en 1802. Il fut nommé président de la députation du collège électoral de la Haute-Garonne.
Le 18 mai 1811, Cambon fut fait baron de l'Empire, puis attaché à la cour impériale de Toulouse en qualité de conseiller. 
L'Empire déchu, la famille de Cambon se rallia avec empressement à la Restauration ; le baron Louis Alexandre fut nommé, en 1818, président à la cour royale de Toulouse, et, en 1822, décoré de la Légion d'honneur. 
Après s'être présenté, sans succès, plusieurs fois à la députation, il devint enfin, le 24 novembre 1827, député du Tarn. Il avait été élu au collège de département comme royaliste et n'avait pas obtenu l'appui du ministère Villèle. Il siégea au centre droit, et soutint le cabinet Martignac, qui le nomma premier président de la cour royale d'Amiens.
Réélu, par sa circonscription, le 28 octobre 1830, Cambon ne se montra pas hostile à la monarchie de Juillet, et fut élevé à la dignité de pair de France « en considération des services rendus par lui à l'État, » par ordonnance du 11 septembre 1835.

## Pour approfondir